# Häxprocesserna i Österbotten
Häxprocesserna i Österbottens län i Finland mellan 1674 och 1678 är nästan unika i sitt slag i Finland. Det var en parallell till det stora oväsendet som samtidigt pågick i Sverige och kan räknas som en del av denna, även om den sällan nämns i sammanhanget. De resulterade i åtal mot 152 personer och avrättningar av minst 20 kvinnor och två män.
Häxprocesserna i Österbotten utgör tillsammans med Häxprocessen på Åland ett undantag från andra häxprocesser i Finland: de var Finlands största häxprocesser, dess enda massprocesser, och riktade mot kvinnor som anklagades för djävulspakt och Blåkullafärd, snarare än enstaka mål mot kloka gubbar åtalade för trolldom, som annars var det typiska i Finland.

## Historik

### Bakgrund
Österbotten var sedan gammalt en trakt i Finland med särskilt många häxprocesser. Dessa var, som i övriga Finland, som regel riktade mot manliga naturläkare, och resulterade mestadels i ett frikännande eller lindriga straff. 
Häxjakten i Österbotten är uppenbart inspirerad av det stora oväsendet, som då pågick i Sverige, med vilket regionen hade täta handelskontakter. 1674 pågick det stora oväsendet i Sverige, där kvinnor anklagades för att ha fört med sig barn till Satan i Blåkulla.  Den våg av häxprocesser som plötsligt utbröt i Österbotten 1674 och där spred sig från trakt till trakt de följande fyra åren, skedde enligt samma mönster som i Sverige. Med undantag av häxprocessen på Åland, är det det enda exemplet på en så kallade epidemisk masshäxprocess i Finland, med fokus på Blåkullafärd och med en majoritet kvinnor inblandade.

### Förlopp
Bonden Martti Laukus spred 1674 ut rykten i Pedersöre om att han hade sett flygande häxor. De han pekat ut greps och förhördes, och angav i sin tur medbrottslingar. Därmed började häxjakten i Österbotten. En av de första utpekade var Agneta Kristoffersdotter från Norrland, som ställdes inför rätta i Mustasaari 1675. 
Rättegången mot Agneta Kristoffersdotter ledde vidare till gripanden i Nykarleby. I Nykarleby 1677 påstod knekten Mats Simonsson att hans maka hade varit på besök hos den skarprättare som halshuggit Agneta Kristoffersdotter, och vid hemkomsten hade berättat för honom att hon själv hade varit i Blåkulla. År 1677 greps sex kvinnor greps i Vörå, en i Mustasaari och en i Närpes.
I Kristinestad 1676 och Uleåborg 1678 spelade också barn, liksom i Sverige, en stor roll i processerna, då de sade sig ha blivit förda av häxor till Blåkulla.  Den 14-åriga Margeta Stål påstod att hennes mor Brita Ståhl hade fört henne och sedan hennes småsystrar till Blåkulla; första gången på en vit ko, andra gången på en upp- och nedvänd röd häst, tredje gången på en vit häst. Valborg Simonsdotter och Brita Larsdotter halshöggs och brändes i Kristinestad 1677. Lisa Johansdotter och Anna Pålsdotter avrättades i Nykarleby 1677. 1678 dömdes Anna Muikku i Uleåsalo till döden för kyrkstöld (som hon bekänt sig ha begått med hjälp av trolldom), liksom köpmanshustrun Klaara Juhontyttär från Uleåborg och Marketta Heikintytär och "Sålvo-Kaisa" från Kristinestad, men hovrätten bekräftade inte domarna. Naturläkaren Elias Simonpoika och Tuomas Jaakonpoika Puuska döms till döden 1678. 

### Konsekvenser
Även om häxprocesserna i Österbotten influerades av det stora oväsendet i Sverige, blev det ändå lindrigare än detta. I Finland inrättades ingen trolldomskommission, och de finländska domarna införde inget rättsligt undantagstillstånd, och tillät ingen tortyr. I stället höll man sig till det gamla rättssystem som man i Sverige åsidosatte under det stora oväsendet, vilket innebar att domstolarna inriktade sig på illasinnat trolleri, maleficium, stället för att leta efter djävulsmärket och bekännelser om satanspakt. Det innebar att trots att Österbottens häxjakt cirklade kring samma anklagelser som i Sverige under det stora oväsendet, hade dessa inte lika stor betydelse när de framställdes i finsk domstol, vilket gjorde att färre av de åtalade dömdes.   
152 personer ställdes inför rätta för häxeri i Österbotten, vilket gör det till den största häxjakten i Finlands historia. Hälften av de åtalade frikändes och de flesta som dömdes skyldiga fick lindrigare straff än dödsstraffet. Tjugo kvinnor och två män avrättades i södra Österbottens kustland: i Kristinestad 1676, Nykarlelby 1677, och Uleåborg 1678.

## Efterspel
Efter 1678 föredrog domstolarna att frikänna, såvida det inte handlade som dödsfall genom magi, medan bekännelser om blåkullafärder och djävulsförbund sågs som ett tecken på galenskap, trots att åtal förekom flitigt fram till 1697. Beata Persdotter åtalades i Österbotten 1689, och dömdes till döden, men benådades. 